# 習志野市立第三中学校
習志野市立第三中学校（ならしのしりつ だいさんちゅうがっこう）は、千葉県習志野市袖ケ浦四丁目にある公立中学校。通称は「三中」。

## 沿革
- 1967年4月 - 東京湾岸の第一次埋め立てによる埋立地に造成された新興住宅地の袖ケ浦を学区に習志野市立第三中学校として創立。

## 卒業生
- 真保裕一（小説家・脚本家）
- 簡優好（陸上競技選手）
- 小林徹（習志野市立習志野高等学校野球部監督）
- 平沼定晴（元プロ野球選手・投手）
- 高田昌明（サッカー選手、サッカー指導者）
- 村木藤志郎（俳優、劇作家（うわの空・藤志郎一座））
- AKIRA（プロレスラー、俳優）

## 交通
- 京葉線新習志野駅下車
- 京成本線京成津田沼駅下車
- ※中央・総武緩行線幕張本郷駅、京成千葉線京成幕張本郷駅からのアクセスも可